# جوزيف إينجراهام
جوزيف إينجراهام (بالإنجليزية: Joseph Ingraham)‏ هو ضابط أمريكي، ولد في 1762 في بوسطن في الولايات المتحدة، وتوفي في 1800 في بحر.